# Estación de Martingança
La Estación Ferroviaria de Martingança, también conocida como Estación de Martingança, es una plataforma ferroviaria de la Línea del Oeste, que sirve a la parroquia de Martingança, en el ayuntamiento de Alcobaça, en Portugal.

## Características

### Localización y accesos
La Estación se encuentra en la Calle de los Ferrocarriles, junto a la localidad de Martingança.

### Descripción física y servicios
En enero de 2011, tenía tres vías de circulación, dos con 479 metros de longitud, y la tercera, con 300 metros; las dos plataformas tenían 190 y 182 metros de extensión, mostrado todas 55 centímetros de altura.
En 1961, esta plataforma era utilizada por servicios de pasajeros y mercancías de la Compañía de los Caminhos de Ferro Portugueses, en combinación con la Sociedad Estoril.

### Movimiento de mercancías
En 1958, el movimiento de mercancías en esta estación era reducido, exportando, principalmente, carne y caza; en 1961, las principales expediciones, en el régimen de vagón completo en baja velocidad, eran cemento, leña y cal hidráulica, venida del Ramal de Maceira-Liz.

## Historia

### Apertura del servicio
El tramo entre Torres Vedras y Leiría de la Línea del Oeste, en el cual esta plataforma se inserta, abrió a la explotación pública el 1 de agosto de 1887.